# Лојтенберг
Лојтенберг (њем. Leutenberg) град је у њемачкој савезној држави Тирингија. Једно је од 39 општинских средишта округа Залфелд-Рудолштат. Према процјени из 2010. у граду је живјело 2.437 становника. Посједује регионалну шифру (AGS) 16073106.

## Географски и демографски подаци
Лојтенберг се налази у савезној држави Тирингија у округу Залфелд-Рудолштат. Град се налази на надморској висини од 300 метара. Површина општине износи 57,2 km². У самом граду је, према процјени из 2010. године, живјело 2.437 становника. Просјечна густина становништва износи 43 становника/km².